# Лаура Тесоро
Лаура Тесоро (хол. Laura Tesoro; Антверпен, Белгија, 19. август 1996) белгијска је певачица и глумица. Представљала је Белгију на Песми Евровизије 2016. са песмом What's the Pressure (срп. Какав је притисак?) где је заузела 10. место у финалу.

## Биографија

### 1996—2014: Ранији живот и почетак каријере
Лаура је рођена 19. августа 1996 у Фландрији као ћерка италијанског оца и белгијске мајке. Њена прва улога била је у 2008 у фламанској драми Witse у којој је била Ајви Кујперс. Касније исте године се појављивала у разним мјузиклима попут Annie и Domino. У 2014 се појавила у трећој сезони фламанске верзије такмичења The Voice где је заузела друго место. Исте године је издала свој први сингл под називом Outta Here.

### 2015—данас: Песма Евровизије
У 2015 је издала свој други сингл Funky Love. У новембру 2015, објављено је да ће Лаура бити у белгијском избору за Песму Евровизије 2016. У првој емисији је отпевала песму Düm Tek Tek од Хадисе која је представљала Турску на Песми Евровизије 2009. У другој емисији је отпевала своју песму What's the Pressure где је добила највећи број гласова од публике и жирија. На самом такмичењу је заузела 10. место у финалу.

## Дискографија

### Синглови
- Outta Here (2014)
- Funky Love (2015)
- What's the Pressure (2016)